# Mesodiomorus compressus
Mesodiomorus compressus är en stekelart som beskrevs av Embrik Strand 1911. Mesodiomorus compressus ingår i släktet Mesodiomorus och familjen gallglanssteklar.
Artens utbredningsområde är Taiwan. Inga underarter finns listade i Catalogue of Life.